# Coupe du monde féminine de cyclisme sur route 1999
Navigation
Coupe du monde 1998 Coupe du monde 2000
La Coupe du monde de cyclisme sur route féminine 1999 est la 2e édition de la Coupe du monde de cyclisme sur route féminine. Cette édition a eu lieu entre le 7 mars et le 26 septembre.
C'est la coureuse australienne Anna Wilson qui remporte le classement final.
Tout se joue dans les derniers mètres de la dernière épreuve. Hanka Kupfernagel prend en effet le départ à Embrach avec dix-huit points d'avance sur Anna Wilson. L'épreuve se conclut par un sprint où Wilson s'impose devant Kupfernagel, cela permet à l'Australienne de remporter le classement final.

## Courses
| # | Date         | Course                                         | Vainqueur         | Équipe                    | Leader de la coupe du monde |
| - | ------------ | ---------------------------------------------- | ----------------- | ------------------------- | --------------------------- |
| 1 | 7 mars       | Canberra World Cup                             | Anna Wilson       | Saturn Cycling Team       | Anna Wilson                 |
| 2 | 14 mars      | Hamilton City World Cup                        | Roberta Bonanomi  | Acca Due O-Lorena Camicie | Anna Wilson                 |
| 3 | 20 mars      | Primavera Rosa                                 | Sara Felloni      | Acca Due O-Lorena Camicie | Anna Wilson                 |
| 4 | 14 avril     | Flèche wallonne                                | Hanka Kupfernagel | The Greenery Grisley      | Hanka Kupfernagel           |
| 5 | 30 mai       | Coupe du Monde de Montréal                     | Tracey Gaudry     | Ebly                      | Hanka Kupfernagel           |
| 6 | 6 juin       | Liberty Classic                                | Petra Rossner     | Teag-Euregio-Egrensis     | Hanka Kupfernagel           |
| 7 | 8 août       | Trophée International de Beauvois-en-Cambrésis | Vanja Vonckx      | Vlaanderen 2002           | Hanka Kupfernagel           |
| 8 | 12 septembre | Tour Beneden-Maas                              | Petra Rossner     | Teag-Euregio-Egrensis     | Hanka Kupfernagel           |
| 9 | 26 septembre | Finale d'Embrach                               | Anna Wilson       | Saturn Cycling Team       | Anna Wilson                 |

## Classement final
| #  | Cycliste          | Points                    | 1  | 2  | 3  | 4  | 5  | 6  | 7  | 8  | 9  | Total |
| -- | ----------------- | ------------------------- | -- | -- | -- | -- | -- | -- | -- | -- | -- | ----- |
| 1  | Anna Wilson       | Saturn Cycling Team       | 75 | 30 | -  | -  | 35 | 30 | 8  | 35 | 75 | 288   |
| 2  | Hanka Kupfernagel | The Greenery Grisley      | 50 | 24 | 15 | 75 | 0  | 35 | 2  | 30 | 50 | 281   |
| 3  | Tracey Gaudry     | Ebly                      | 9  | 35 | -  | 0  | 75 | -  | 35 | 0  | 8  | 162   |
| 4  | Petra Rossner     | Teag-Euregio-Egrensis     | -  | -  | 0  | 0  | -  | 75 | 10 | 75 | -  | 160   |
| 5  | Sara Felloni      | Acca Due O-Lorena Camicie | 6  | 6  | 75 | 0  | 0  | 21 | 6  | -  | -  | 114   |
| 6  | Roberta Bonanomi  | Acca Due O-Lorena Camicie | 0  | 75 | 0  | 27 | 0  | 0  | 11 | -  | -  | 113   |
| 7  | Chantal Beltman   | Rabobank                  | 18 | 0  | 35 | -  | -  | 11 | 21 | 1  | 18 | 104   |
| 8  | Gunn-Rita Dahle   |                           | 21 | 50 | -  | -  | -  | -  | 24 | -  | -  | 95    |
| 9  | Vanja Vonckx      | Vlaanderen 2002           | -  | -  | 0  | -  | -  | -  | 75 | 9  | 0  | 84    |
| 10 | Catherine Marsal  | Edil Savino               | -  | -  | 30 | 0  | 27 | 0  | 27 | -  | -  | 84    |